# 瓦西里·茹科夫斯基
瓦西里·安德烈耶维奇·茹科夫斯基（羅馬化：Vasiliy Andreyevich Zhukovskiy；發音：[vɐˈsʲilʲɪj ɐˈndrʲejɪvʲɪtɕ ʐʊˈkofskʲɪj]；1783年2月29日 [儒略曆1月29日] —1852年4月24日 [儒略曆4月12日]），俄羅斯诗人暨翻译家，通过自其翻译和改写，将感伤主义和浪漫主义引入俄羅斯文学；他的原创诗作则兼具浪漫主义和俄罗斯民间故事的风格，艺术成就颇高。维萨里昂·别林斯基称他“使俄罗斯诗歌获得了心灵”。

## 生平与创作
茹科夫斯基的父亲阿法纳西·布宁是图拉省的一名富有地主，1770年，阿法纳西·布宁的农奴将他在俄土战争中抓住的一名土耳其女子送给主人作奴隶。这位名叫萨尔卡的女子后来成为布宁的女管家，并和布宁生下了茹科夫斯基。由于布宁的妻子玛丽亚所生的女儿和儿子都夭折了，玛丽亚就一直将茹科夫斯基作为自己的孩子抚养，但他毕竟是私生子，名义上是由住在布宁领地上的贫穷贵族安德烈·茹科夫斯基收养，用茹科夫斯基作为自己的姓。
茹科夫斯基在布宁家受到了良好的教育。十四岁时进入了莫斯科大学附属贵族寄宿中学。这所中学与当时军校所实行的“斯巴达式”和私人学校实行的“罗马式”教育不同，实行的是“雅典式”的教育，课程设置是百科全书式的，且强调外国语言的学习。同年茹科夫斯基发表了第一篇诗歌《五月的早晨》。在寄宿中学读书期间，他结识了安德烈·屠格涅夫等喜欢文学的同学，一起阅读卢梭、歌德和席勒的作品，受到了感伤主义和狂飆突進運動两种文学流派的影响。

### 开始诗歌创作
1801年毕业之后，他就和安德烈·屠格涅夫等人一起组织了“友爱文学社”。1802年他结识了俄国感伤主义文学创始人尼古拉·卡拉姆津，十九岁的茹科夫斯基将自己翻译的，英国诗人托马斯·格雷的《墓园挽歌》发表在卡拉姆津创办的杂志《欧洲通报》上 。1803年他的挚友安德烈·屠格涅夫去世，茹科夫斯基消沉过一段，之后他的诗歌里开始出现超越死亡的友情的主题:13-15。
茹科夫斯基曾短期在盐业部门供职，但随着他和卡拉姆津来往愈加密切，他辞去职务专心创作。随着卡拉姆津逐渐专注于《俄罗斯国家史》的写作，他创办的《欧洲通报》水平下滑。1808年，卡拉姆津推荐茹科夫斯基担任了《欧洲通报》的编辑，年轻的诗人利用这一位置，开始创作浪漫主义为主题的诗歌和文学评论，很快重新提高了《欧洲通报》的地位。1808年他在翻译并改写德国诗人高特弗雷德·比尔格尔的故事诗《列诺拉》的基础上，创作了有俄罗斯民族色彩的谣曲《柳德米拉》，这是他发表的第一篇谣曲。
在创作上渐入佳境的茹科夫斯基的个人生活颇为不幸，他喜欢上了自己的侄女玛丽亚·普罗塔斯诺娃，为她写了一系列的爱情诗，如1809年的《玛丽亚的小树林》和一系列以超越俗世和死亡的爱情为主题的谣曲，诗人也因此被称为“俄罗斯的彼特拉克”。1811年他完成了长诗《斯维特兰娜》。1812年拿破仑入侵俄罗斯，茹科夫斯基志愿从军。战争期间他一直在预备队和参谋部门工作，但充满爱国热情的他写了《俄国军营中的歌手》。战争之后，茹科夫斯基曾暂时在莫斯科附近的多尔比诺居住，完成了《风神的竖琴》、《捷昂与艾斯欣》等诗歌。
不久，茹科夫斯基成了保罗一世的皇后玛丽亚·费奥多罗芙娜文学沙龙的常客，写了一系列赞美巴甫洛夫斯克的颂诗。1815年他深爱的玛丽亚去了多帕特（今爱沙尼亚塔尔图），茹科夫斯基也客居多帕特。他接触到了更多的德国知识分子，对诺瓦利斯的作品赞叹不已，结识了路德维希·蒂克，还受到了伊曼努尔·康德哲学的影响。1817年玛丽亚和一位医学教授结婚，茹科夫斯基称这一时刻完全改变了他，“自己失去了一切”:25-26。之后的他的诗歌中神秘色彩增多，频繁出现不可知的世界和尘世世界的对比，希冀在另一个世界可以拥有此生得不到的友情与爱情。

### 进入宫廷

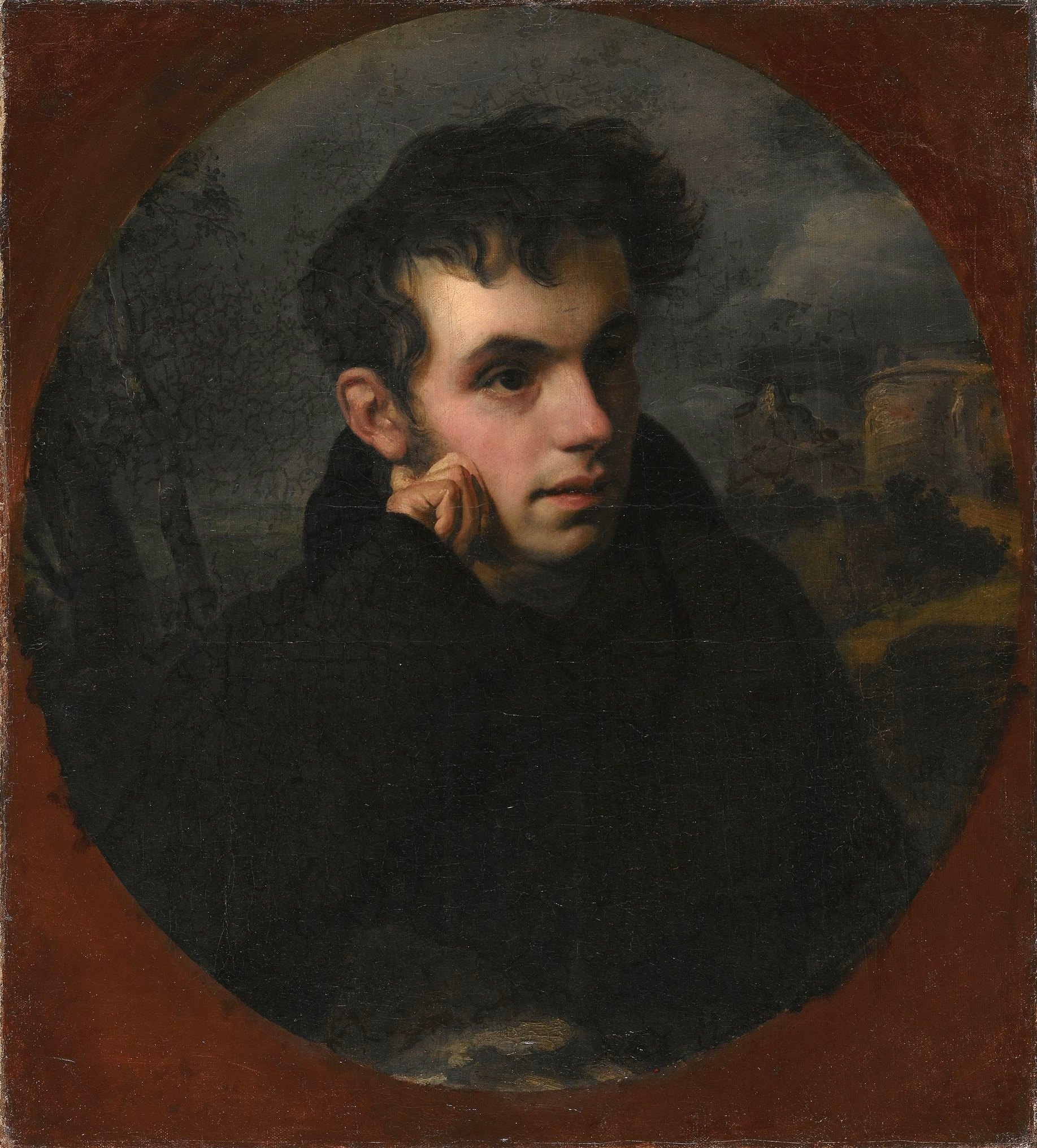
1820年普希金的《鲁斯兰与柳德米拉》出版后，茹科夫斯基将自己的这幅肖像送给普希金，题词为“赠于胜利的学生-被征服的老师赠”

1817年未来的尼古拉一世的皇后，亚历山德拉·费奥多罗芙娜邀请茹科夫斯基到彼得堡作自己的俄语家庭教师。她后来曾回忆道：“茹科夫斯基是位著名诗人而不是位好老师，他并不督促我学习语法，因为每个词汇都会引发他的灵感，他要用诗歌来表达灵感，之后诗歌就成了每堂课讨论的主题”:27。茹科夫斯基从事教学后部分离开了俄国文学的前沿，但仍参与了阿扎马斯学会的活动，支持卡拉姆津推行欧化的，反俄国传统的审美观，并发现了亚历山大·普希金的文学天才。两人保持了终生的友谊，茹科夫斯基一直担当着普希金文学上的导师和宫廷中的保护者的角色。
1821年，茹科夫斯基陪同亚历山德拉·费奥多罗芙娜到欧洲旅行。写作了颂诗《拉娜茹克》，将女大公形容成美貌与智慧的化身，同时他写了一篇关于圣母玛丽亚的文章，启发了后来俄国诗歌创作中的圣母主题。1823年，他所深爱的侄女玛丽亚去世，茹科夫斯基在诗歌中将玛丽亚之死神化。1825年的十二月党人起义后，俄国处于恐怖气氛中，茹科夫斯基利用自己的宫廷关系，尽力保护了一些知识分子。1826年，尼古拉一世即位之后任命茹科夫斯基担任王储亚历山大（即后来的亚历山大二世）的老师。茹科夫斯基为培养亚历山大订了周密计划，常带着幼小的亚历山大四处散步，带他见到真正的俄国家庭。茹科夫斯基写到“我的这一现实工作占去了我所有的时间，我永久地告别了带韵律的诗篇，另一种诗篇展开在我面前。”
在宫廷任职的同时，他努力提携后进，发现了尼古拉·果戈里在小说创作方面的才华。他建议画家布留佐夫把为自己画的肖像捐给塔拉斯·舍甫琴科的领主，从而让原为农奴的舍甫琴科获得了自由。1837年普希金死于决斗后，茹科夫斯基担任了他的文学遗产继承人。他曾对文学检查人愤怒的写道“除了那些告密信中提到的几篇，你还知道什么普希金的其他作品吗？”普希金的作品在茹科夫斯基的努力下得以保全，茹科夫斯基还倾力搜寻普希金散佚的遗稿，予以发表。他还利用自己在宫廷中的地位，保护了有自由思想的知识分子如米哈伊尔·莱蒙托夫、亚历山大·赫尔岑等人。

### 晚年

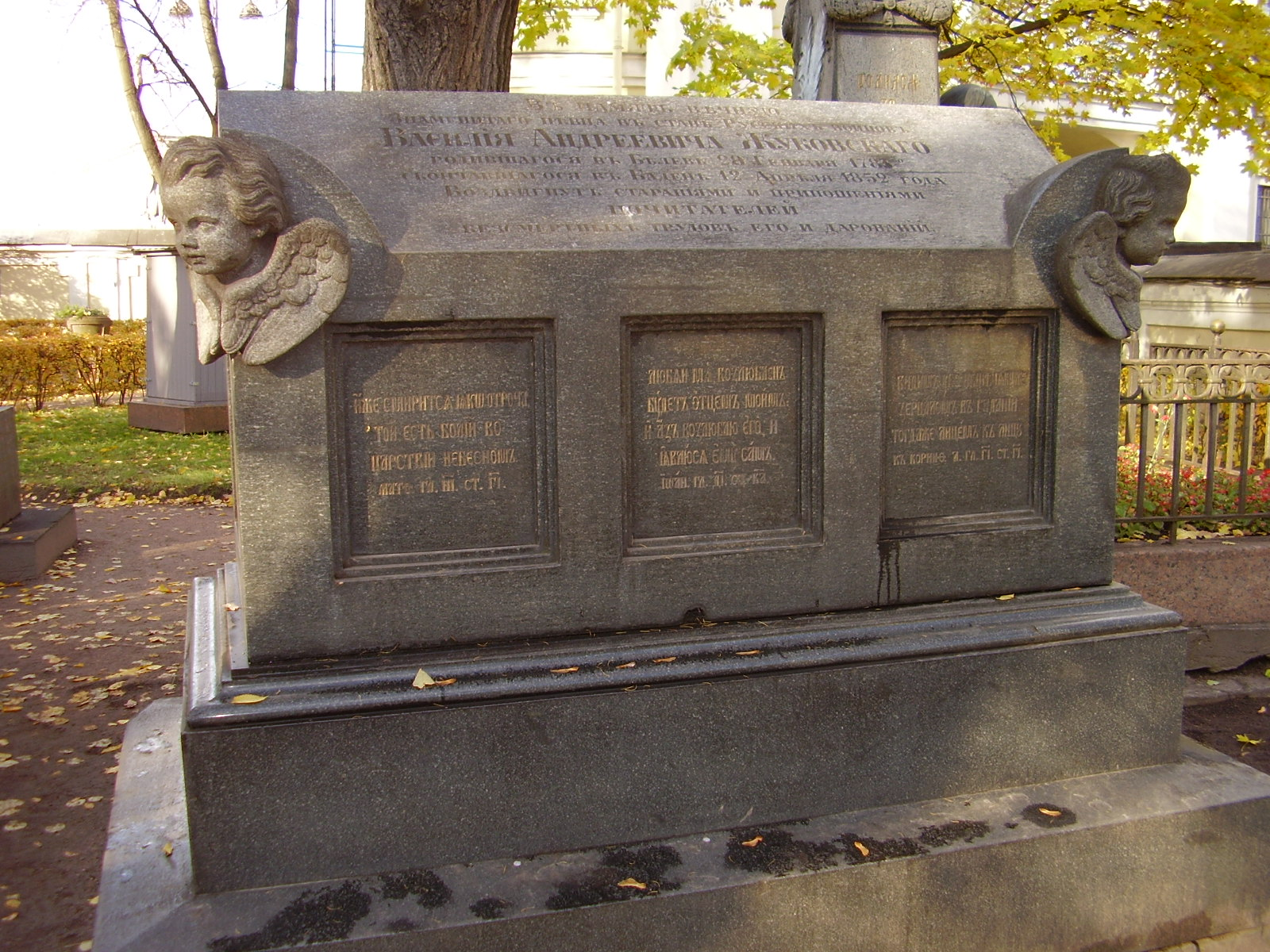
茹科夫斯基墓

和他的老师卡拉姆津一样，茹科夫斯基也爱在欧洲特别是德语地区旅行，他和普鲁士宫廷的关系让他可以到巴登-巴登和巴特埃姆斯。他也见过歌德、和风景画家加斯帕·弗里德里希。1841年茹科夫斯基完成了他的教学任务，从宫廷中退休。他离开俄国，定居在杜塞尔多夫附近。不久，他和自己的老友，德国艺术家莱滕的十八岁女儿结婚，婚后有一子一女。他试图在享受天伦之乐之余，有机会回俄国看看。但妻子的多病一直让他未能成行。
晚年的茹科夫斯基发现他写的论述道德和政治的文章无法通过俄国的文字检查，但灵魂和神话故事的文章却可以发表。他开始翻译《奥德赛》，认为这部史诗中包含了世界从动乱到和谐的途径。1848年革命造成的动荡让他颇为震惊，他认为俄国不会发生这样的事情，但他也在给亚历山大二世的信中说，为防止革命，必须要考虑废除农奴制的问题:35。他开始写长诗《亚哈随鲁》，这部长诗带有自传体的意味，其中描绘了心中理想的诗人形象，一位由信仰启蒙，满心敬拜造物主的诗人。1852年茹科夫斯基在巴登-巴登去世，遗体运回彼得堡，葬于亚历山大·涅夫斯基修道院，在卡拉姆津之墓侧。1881年费奥多尔·陀思妥耶夫斯基病故后，按照遗愿，葬于茹科夫斯基墓侧。

## 主要作品

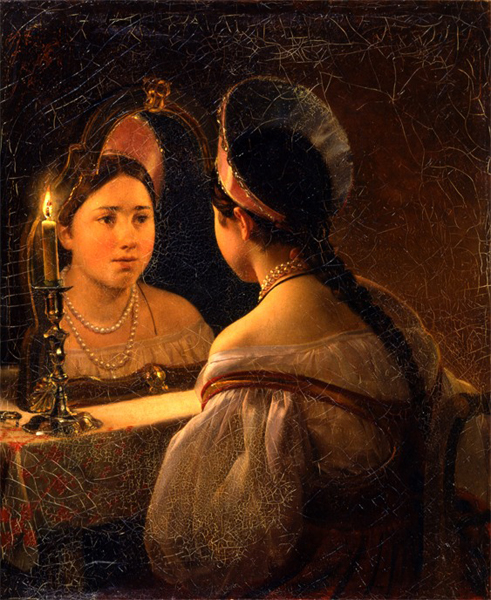
布留洛夫为斯维特兰娜作的插图

### 诗歌
- 五月的早晨（1797）
- 黄昏 （1806），在对黄昏景色的描写中倾诉了对亡友的怀念。
- 柳德米拉 （1808）
- 斯维特兰娜 （1808-1812）写一位温柔的民间少女，在圣诞节之夜，焦虑地期待未婚妻的到来。
- 俄国军营中的歌手（1812）一首充满爱国主义激情的颂诗迅速传遍了各个军营，使他在俄国一举成名。
- 风神和竖琴（1815）
- 瓦季姆（1817）
- 十二个睡美人（1817），集中表现了作者对今世难寻的爱情可以在神秘世界中实现的主题

困顿的心田里重新漾起,
对那个神秘世界的企望耿耿；
竖琴又回响起很久以前的旋律,
宛若精灵振翮,依稀可闻；
对过去了的幸福的怀恋
重新温暖了我冰凉的灵魂；
我所亲近的一切在远方纷呈,
往事历历在目,就像当初一样栩栩如生 。
- 大海（1822）
- 天佑沙皇（1833）俄罗斯帝国第二首国歌。
- 亚哈随鲁，未完成。

### 翻译作品
- 墓园挽歌 （1802）茹科夫斯基采用的是意译的方法，在保持原作精神的翻译基础上进行了再创造，突出了其中对社会不公的感慨、和对宁静生活的希冀，这也是俄国诗歌创作中首次出现感伤主义风格[1]。
- 奥尔良的姑娘（1821），和普希金的《鲍里斯·戈都诺夫》一起，成为俄国戏剧复兴的开端，茹科夫斯基也因此被陀思妥耶夫斯基等人称作“我们的席勒”。
- 奥德赛（1849）
- 鲁斯捷姆和佐拉布（1849）

## 延伸阅读
- Nabokov, Vladimir. . New York: Harcourt. 1981.
- Pein, Annette. . Mainz: Liber. 1991.
- Rueckert, George. . Seattle: Univ. of WA Doctoral Dissertation. 2003.
- Semenko, I.M. . Moscow: Khudozhestvennaia literatura. 1975.
- Semenko, I.M. . Boston: Twayne Publishers. 1976.
- Veselovsky, A.N. . Moscow: Intrada. 1999.
- Yanushkevich, A.S. . Tomsk: Izd. Tomskogo Universiteta. 1985.
- Yesuitova, R.V. . Leningrad: Nauka. 1989.